# Dana-Thomas House

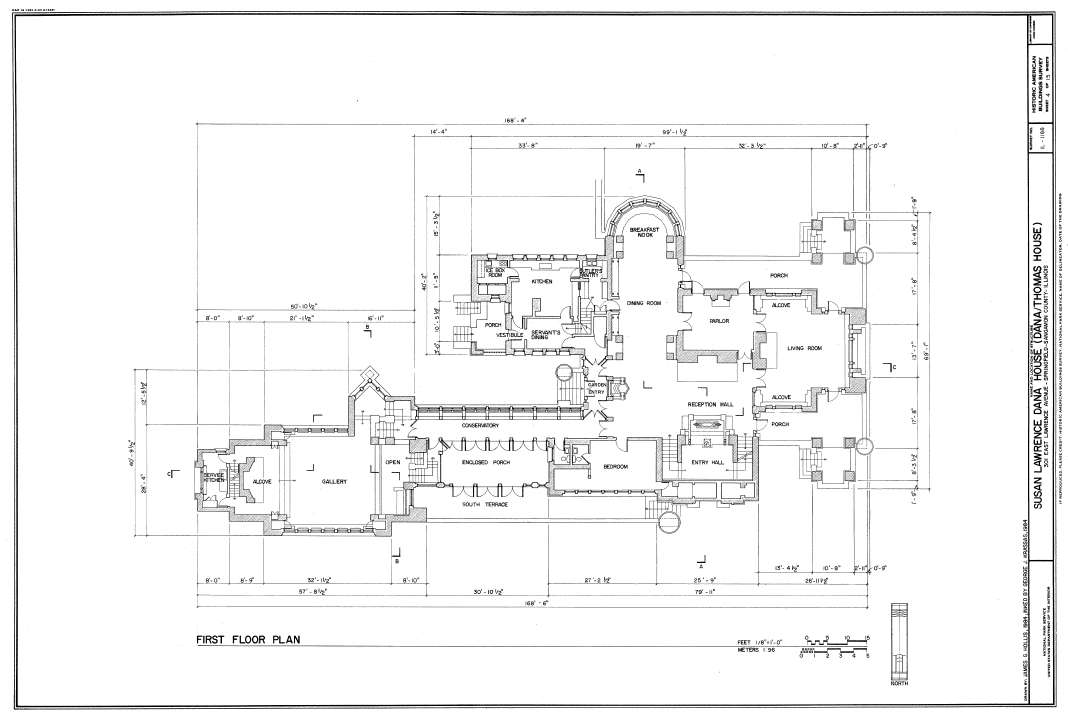
Primo piano

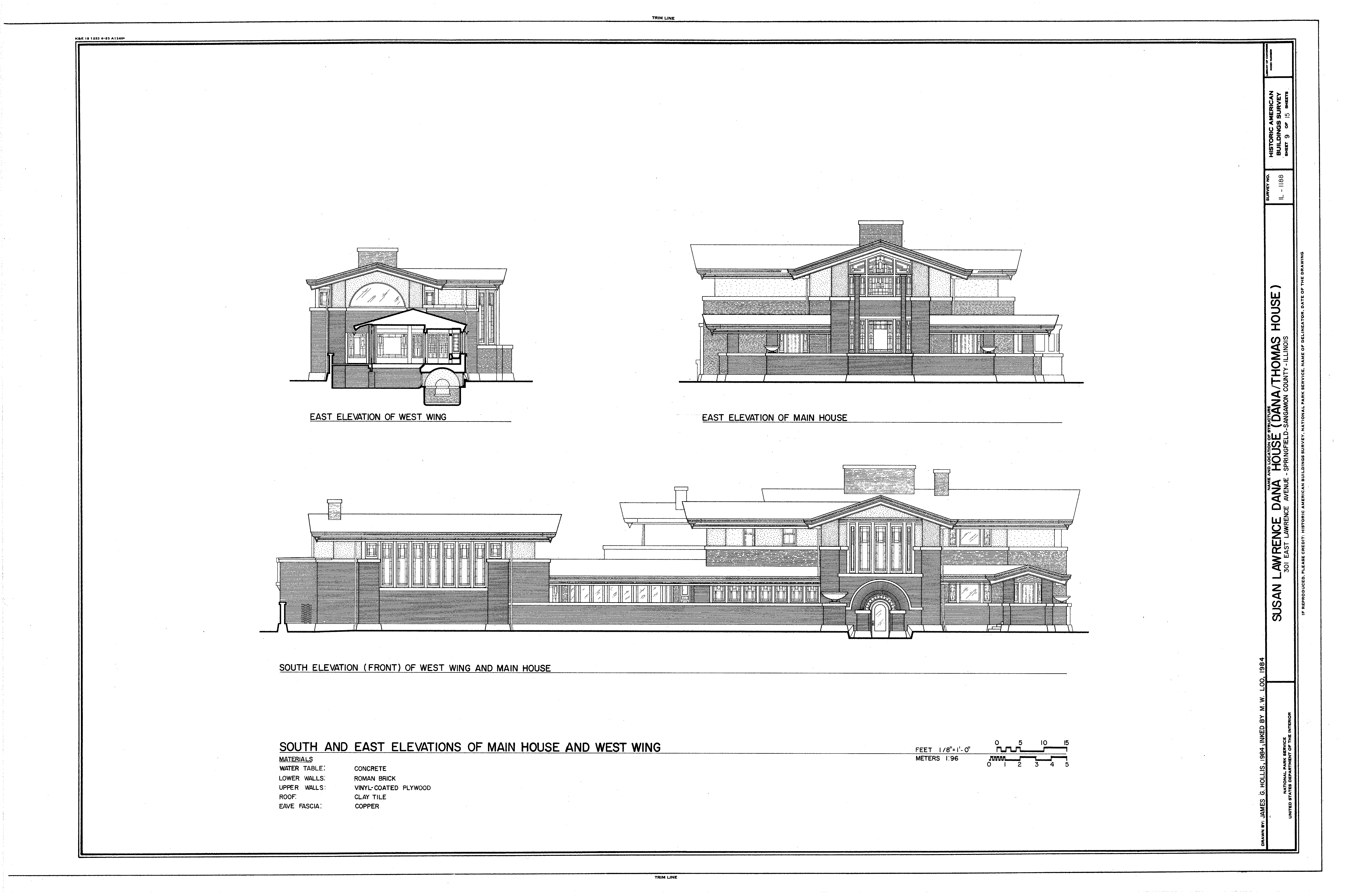
Prospetti

La Dana-Thomas House o Susan Lawrence Dana House o Dana House (costruita fra il 1902 e il 1904) è una villa privata, ritenuta un'espressione del genio dell'architetto Frank Lloyd Wright, affine al genere della Prairie House. Sita in East Lawrence Avenue a Springfield, costruita per Susan Lawrence Dana, è una casa di città che riflette l'apprezzamento del committente e dell'architetto per l'architettura organica, che ben si adattava al contesto paesaggistico degli Stati Uniti d'America e per l'arte e l'estetica giapponesi così come essa era raffigurata nelle stampe giapponesi.

## Storia
Nel 1902 Susan Lawrence Dana (1862–1946) era una donna indipendente, erede di una grande fortuna economica della quale facevano parte pure miniere d'argento nelle Montagne Rocciose. Rimasta vedova nel 1900, Dana ha il controllo completo sulla sua famiglia e sulla propria fortuna.  Per affermare la propria personalità e diventare la proprietaria di una delle case più prestigiose della città decise di ristrutturare completamente la dimora di famiglia, sita nel prestigioso quartiere di "Aristocracy Hill". La sua ricerca si conclude quando entra in contatto con Frank Lloyd Wright, guida di un nuovo movimento artistico.
Susan Lawrence Dana visse nella Dana-Thomas House per circa 24 anni, dal 1904 al 1928. In un primo momento protagonista di  successo della scena sociale di Springfield, divenne poi sempre più solitaria e rivolse la sua attenzione allo spiritualismo e all'occulto. Colpita dalla povertà, chiuse la casa principale intorno al 1928 e si trasferì in un piccolo cottage. La sua casa e il suo contenuto furono poi venduti.

## Architettura
Questa casa è una delle più riuscite case di Wright, realizzata secondo gli stilemi della Prairie House. Riflette la personalità di Susan Lawrence Dana e l'amore di Wright e della committente per l'arte nipponica. Una porta ad arco immette gli ospiti in una serie di spazi in espansione, il vestibolo e la sala di ricevimento.
Il concetto di "spazio in espansione" è stato ripetuto in tutta la casa, con finestre disposte in modo da dare all'ospite la consapevolezza della parte esterna. Wright ha progettato circa 450 finestre, lucernari e lampadari per la casa, la maggior parte dei quali ancora presenti in sito: si tratta di veri e propri capolavori dell'arte vetraria.
Un'ala occidentale conduce i visitatori in due delle più grandi stanze della casa. La galleria al livello superiore è stata destinata all'intrattenimento musicale, la biblioteca al piano terra contiene cavalletti speciali progettate da Wright per Dana per apprezzare la sua collezione di stampe giapponesi, parte di un ampio assortimento di mobili disegnati su misura da Wright per la casa, realizzati in quercia bianca.